# Marja-Riitta Taskinen
Marja-Riitta Taskinen, född 4 juni 1940 i Jämsä, är en finländsk läkare.
Taskinen, som blev medicine och kirurgie doktor 1969, är specialist i invärtes medicin och blev 1978 docent i detta ämne vid Helsingfors universitet, var 1983–90 biträdande professor vid andra medicinska kliniken vid Helsingfors universitet och utnämndes 1991 till professor i invärtes medicin vid samma universitet. År 2000 blev hon nordisk professor i medicin med tjänstgöring vid såväl Helsingfors som Göteborgs universitet. Hon är internationellt känd för sin forskning angående diabetes, fettmetabolism och ateroskleros samt blev 2006 ordförande för det europeiska aterosklerossällskapet. Sedan 2002 är hon ledamot av Finska Vetenskapsakademien.